# Adansonia rubrostipa
Espèce
Classification phylogénétique
Statut de conservation UICN

 LC  : Préoccupation mineure
Adansonia rubrostipa est une espèce d'arbre de la famille des Bombacaceae selon la classification classique, ou de celle des Malvaceae selon la classification phylogénétique.
Elle est typique des forêts sèches de Madagascar, capable de faire des provisions d'eau dans son tronc qui évoque celui d'un petit baobab.